# Точка Штейнера
Точка Штейнера — одна из замечательных точек треугольника и она обозначается как точка X(99) в энциклопедии центров треугольника Кларка Кимберлинга (Clark Kimberling).

## История
Якоб Штейнер (Jakob Steiner) (1796—1863), швейцарский математик, описал эту точку в 1826 году. Этой точке было дано имя Штейнера Жозефом Нойбергом (Joseph Neuberg) в 1886 году.

## Определение
Точка Штейнера определяется следующим образом. (Мы используем не тот способ, каким эту точку определял сам Штейнер.)
Пусть дан любой треугольник {\displaystyle ABC}. Пусть {\displaystyle O} — его центр описанной окружности и {\displaystyle K} — точка пересечения симедиан. Окружность, построенная на {\displaystyle OK} как на диаметре, представляет собой окружность Брокара треугольника {\displaystyle ABC}. Прямая, проходящая через {\displaystyle O} перпендикулярно к прямой {\displaystyle BC}, пересекает окружность Брокара в другой точке {\displaystyle A'}. Прямая, проходящая через {\displaystyle O} перпендикулярно к прямой {\displaystyle CA}, пересекает окружность Брокара в другой точке {\displaystyle B'}. Прямая, проходящая через {\displaystyle O} перпендикулярно к прямой {\displaystyle AB}, пересекает окружность Брокара в другой точке {\displaystyle C'} (треугольник {\displaystyle A'B'C'} есть треугольник Брокара для треугольника {\displaystyle ABC}). Пусть {\displaystyle L_{A}} есть прямая, проходящая через {\displaystyle A} параллельно прямой {\displaystyle B'C'}, {\displaystyle L_{B}} есть прямая, проходящая через {\displaystyle B} параллельно прямой {\displaystyle C'A'}, и {\displaystyle L_{C}} есть прямая, проходящая через {\displaystyle C} параллельно прямой {\displaystyle A'B'}. Тогда все три прямых {\displaystyle L_{A}}, {\displaystyle L_{B}} и {\displaystyle L_{C}} пересекаются в одной точке. Точка их пересечения и есть точка Штейнера треугольника {\displaystyle ABC}.

## Трилинейные координаты
Трилинейные координаты точки Штейнера равны
{\displaystyle \left({\frac {bc}{b^{2}-c^{2}}}:{\frac {ca}{c^{2}-a^{2}}}:{\frac {ab}{a^{2}-b^{2}}}\right)=(b^{2}c^{2}\operatorname {cosec} (B-C):c^{2}a^{2}\operatorname {cosec} (C-A):a^{2}b^{2}\operatorname {cosec} (A-B))}.

## Свойства
- Описанный вокруг треугольника {\displaystyle ABC} эллипс, который также называется эллипсом Штейнера, является эллипсом наименьшей площади, который проходит через вершины {\displaystyle A}, {\displaystyle B} и {\displaystyle C}. Точка Штейнера треугольника {\displaystyle ABC} лежит на описанном вокруг треугольника {\displaystyle ABC} эллипсе Штейнера.
- Хонсбергер (Honsberger) установил следующее свойство точки Штейнера: Точка Штейнера треугольника является центром масс системы, полученной подвешиванием в каждой вершине массы, равной величине внешнего угла при этой вершине.[3]
- Точка Штейнера не обладает этим свойством. Центр масс системы, полученной подвешиванием в каждой вершине треугольника {\displaystyle ABC} массы, равной величине внешнего угла в этой вершине, не является точкой Штейнера. Этот центр массы называется центроидом кривизны Штейнера (Steiner curvature centroid) треугольника {\displaystyle ABC} и имеет трилинейные координаты[4]:

{\displaystyle \left({\frac {\pi -A}{a}}:{\frac {\pi -B}{b}}:{\frac {\pi -C}{c}}\right)}.
Этот треугольный центр обозначается как X(1115) в энциклопедии центров треугольника.
- Прямая Симсона точки Штейнера треугольника {\displaystyle ABC} параллельна прямой {\displaystyle OK}, где {\displaystyle O} — центр описанной окружности и {\displaystyle K} — точка пересечения трёх симедиан (точка Лемуана) треугольника {\displaystyle ABC}.

## Точка Тарри
Точка Тарри треугольника тесно связана с точкой Штейнера треугольника. Пусть {\displaystyle ABC} — любой данный треугольник. Точка на описанной окружности треугольника {\displaystyle ABC}, диаметрально противоположная к точке Штейнера треугольника, называется точкой Тарри треугольника {\displaystyle ABC}. Точка Тарри представляет собой центр треугольника и он обозначен как центр X(98) в энциклопедии центров треугольника. Трилинейные координаты точки Тарри равны
{\displaystyle (\operatorname {sec} (A+\omega ):\operatorname {sec} (B+\omega ):\operatorname {sec} (C+\omega ))},
где {\displaystyle \omega } является углом Брокара треугольника {\displaystyle ABC}.